# Einsam (Fechner)

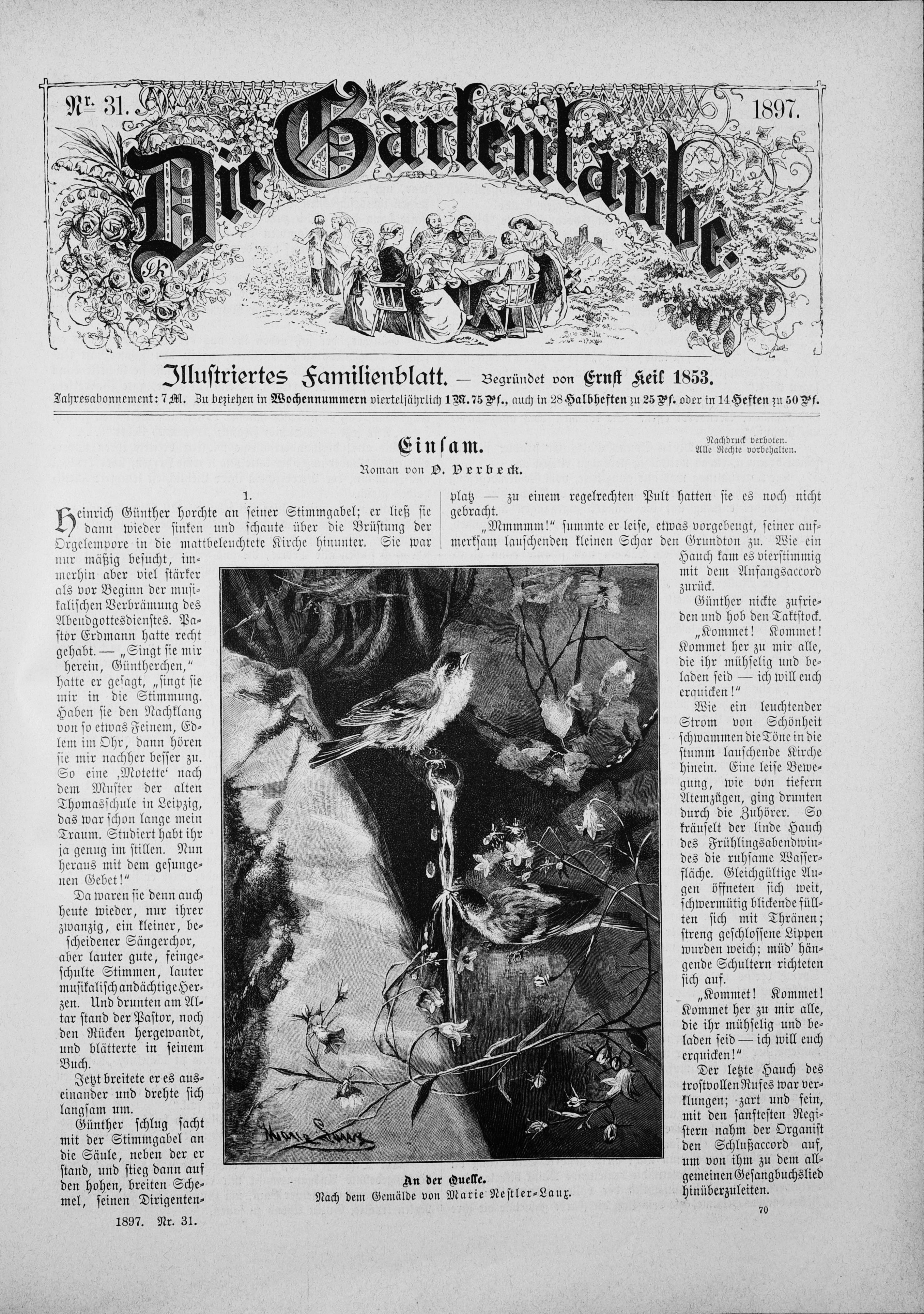
Titelseite der ersten Folge des Romans in der Gartenlaube

Einsam ist ein Roman (Eheroman, Sozialstudie), den Cilla Fechner 1897 unter dem Pseudonym „O. Verbeck“ in der Familienwochenschrift Die Gartenlaube veröffentlicht hat (Nummern 31–53).
Fechners einziger Roman erzählt die Geschichte der jungen, in Armut lebenden Hanna Wasenius, die, um ihrer schwerkranken Mutter Zugang zu ärztlicher Versorgung zu verschaffen, einen Bankier heiratet, der sie liebt. Als die Mutter stirbt, zeigt sich, dass die Ehe auf einem unzureichenden Fundament gegründet wurde.

## Handlung
Ort der Handlung ist der Berliner Ortsteil Tiergarten, die Zeit das ausgehende 19. Jahrhundert.
Kapitel 1–3. Hanna Wasenius ist die 23-jährige Tochter eines angesehenen Lehrers, der inzwischen verstorben ist. Weil Hanna zur Schülerin wenig Begabung gezeigt und darum keine Ausbildung erhalten hat, kann sie nur durch Handarbeiten etwas Geld dazuverdienen. Haupteinkommensquelle der Familie sind einige schlesische Fabrikaktien, die die Witwe von ihrem Bruder geerbt hat. Weil das Geld nie reicht, haben Mutter und Tochter in ihre ohnehin kleine Wohnung den 32-jährigen Lehrer Dr. Arnold Rettenbacher als Pensionär aufgenommen. Hanna, Arnold und auch Hannas Freundin, die bereits verheiratete Helene Imhoff, gehören dem Kirchenchor an. So groß ist ihre Liebe zur Musik, dass Hanna, Arnold, Organist Heinrich Günther und Pastor Erdmann sich regelmäßig auch zu privaten musikalischen Abenden treffen. Längst ist zwischen Hanna und Arnold eine scheue, unausgesprochene Liebe entstanden. Weil er arm ist, glaubt Arnold jedoch, um die junge Frau nicht werben zu dürfen.
Frau Wasenius, Hannas Mutter, ist herzkrank und gelähmt. Schon seit Jahren hat sie die Wohnung nicht mehr verlassen. Mutter und Tochter sind unzertrennlich, Hanna liebt die alte Frau innig und über alles in der Welt und hat deren Wohlbefinden zu ihrem ausschließlichen Lebenszweck gemacht. Die Romanhandlung setzt ein, als Rettenbacher, der als Lehrer gewisse persönliche Beziehungen nutzen kann, Hanna beim Kauf eines bezahlbaren Krankenstuhls für die Mutter hilft.
Kapitel 4–8. Da trifft die furchtbare Nachricht ein, dass die Aktien, von deren Rendite Frau Wasenius lebt, wertlos geworden sind. Die Frauen werden ihre Wohnung nicht halten können und ins billige Berliner Umland ziehen müssen. Auch ihrem Pensionär, Arnold, werden sie kündigen müssen. Um die finanziellen Angelegenheiten von Frau Wasenius hatte sich bisher Ludwig Thomas gekümmert, ein ehemaliger Schüler ihres Mannes, der Bankier geworden ist. Ludwig fühlt sich der Witwe seines Lehrers verpflichtet und besucht sie, um herauszufinden, wie er in der Notlage helfen kann. Zwar scheitert er beim Versuch, Frau Wasenius’ Hauswirt zu einer kulanten Auflösung des Mietverhältnisses zu bewegen, doch kann er immerhin Hanna einige gut bezahlte Aufträge für Handarbeiten verschaffen. Obwohl er fünfzehn Jahre älter ist als sie, fasst er zu Hanna bald eine tiefe Zuneigung. Als diese ihm erklärt, dass sie, um die rapide verfallende Gesundheit ihrer Mutter wiederherzustellen, bereit wäre, ihre Seele dem Teufel zu verschreiben, macht er ihr schließlich einen seltsamen Heiratsantrag:

„Er sah sie mit einem eigentümlich funkelnden Lächeln an. „Muß es gerade der Teufel sein?“ fragte er nach einer kleinen Pause. „Sonst hilft ja niemand,“ antwortete sie mit schmerzlichem Humor. „Wer weiß!“ Er nahm sacht ihre festverschlungenen Hände und löste die starren Finger. „Ich wüsste jemand, der die Sache mit einem Schlage in Ordnung bringen könnte, Fräulein Hanna. Keinen Teufel. Oder wenigstens einen sehr menschlichen.““

Kapitel 9–12. Hanna erschrickt halb zu Tode; Fechner lässt offen, ob dies daran liegt, dass sie in Liebesdingen noch völlig unschuldig ist, oder ob es der von Ludwig scherzhaft vorgeschlagene, von Hanna aber wörtlich genommene Teufelspakt ist, der sie so schockiert. Um die geliebte Mutter zu retten, nimmt sie den Heiratsantrag schließlich aber doch an. Ludwig bezahlt den Hauswirt und ruft für die Mutter einen ausgezeichneten Arzt, unter dessen Behandlung Frau Wasenius tatsächlich zu genesen scheint. Da Ludwig offensichtlich ein guter Mensch ist, beginnt Hanna, ihn wirklich zu mögen, und ist bald sehr gern bereit, ihm ihre Hand fürs Leben reichen. Dass sie kein ideales Paar sind, kündigt sich freilich schon früh an: Ludwig ist nämlich, anders als Hanna, vollkommen unmusikalisch und begegnet darum auch ihren Sangesfreunden mit erkennbarer Eifersucht.

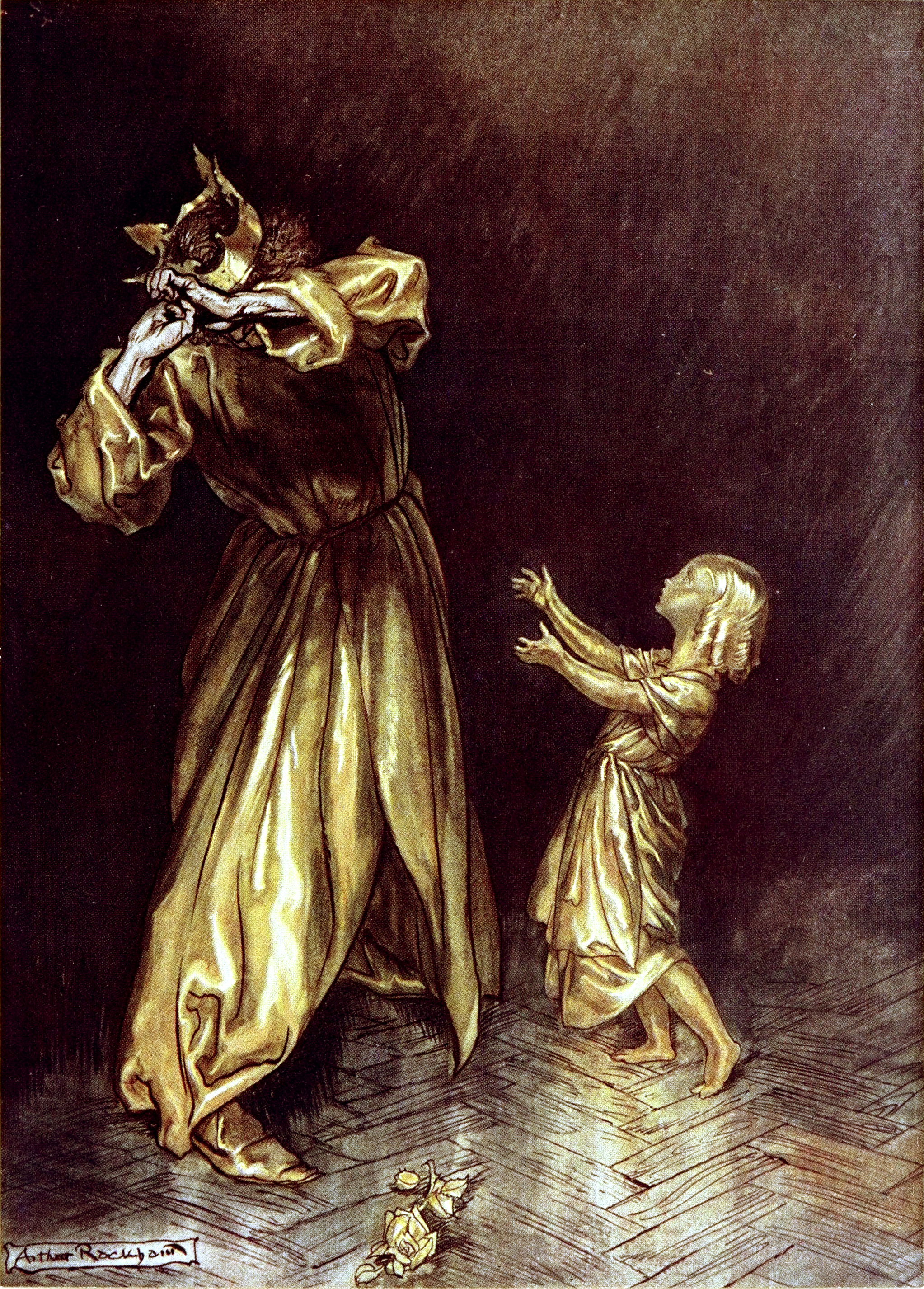
Hanna vergleicht sich mit dem mythischen König Midas, der damit gestraft wird, dass sich alles, was er berührt, in Gold verwandelt.

Kapitel 13–24. Hanna und Ludwig heiraten. Gemeinsam mit ihrer Mutter übersiedelt Hanna in Ludwigs an der Tiergartenstraße gelegene hochherrschaftliche Villa. Dort fühlt sie sich, von arroganten Dienern und von kaltem Reichtum umgeben, von Anfang an überhaupt nicht wohl. Ihr innigster Wunsch – einmal wieder gemeinsam mit den Freunden im Kirchenchor zu singen – wird ihr von Ludwig, der sie in der neuen Umgebung eingewöhnen will, versagt.
Da stirbt Hannas Mutter. Der Arzt hatte ihren Tod längst erwartet und nur aus Rücksicht geschwiegen. Als Hanna dies erfährt, ist sie bestürzt, denn wenn sie das gewusst hätte, wäre sie niemals Ludwigs Frau geworden. In ihre Trauer um den Verlust der geliebten Mutter mischt sich eine wilde Verzweiflung. Ludwig, der davon nichts ahnt, hält seine Frau für hysterisch und glaubt, Hanna dabei helfen zu müssen, ihre Gedanken nicht ständig auf das Unwiederbringliche zu richten. Er sperrt darum die Räume ab, die Frau Wasenius in der Villa bewohnt hatte.
Kapitel 25–28. Hanna und Ludwigs Ehe erreicht einen Tiefpunkt und doch würde Ludwig, weil er seine Frau liebt, einer Scheidung niemals zustimmen. Während einer winterlichen Ausfahrt begegnet das Paar zufällig Arnold. Hannas „fassungsloses Gesicht“, ihre starke Reaktion auf den unerwarteten Anblick des Jugendfreundes verrät Ludwig, dass sie diesen immer noch liebt. Als er Hanna mit dieser Beobachtung konfrontiert, kommt es zwischen den Eheleuten zu einer erregten Aussprache, in der nicht nur Ludwig erstmals seine Eifersucht und seinen Verdacht gegen Arnold eingesteht, sondern auch Hanna zugibt, dass sie Ludwig nur in dem Glauben geheiratet hatte, mit seinem Geld das Leben ihrer Mutter retten zu können.
Kapitel 29–36. Vier Jahre später. Bei Arnold, dessen Lebensverhältnisse bis dahin ähnlich prekär waren wie die von Mutter und Hanna Wasenius, hat sich viel verändert. Arnold hat eine viel beachtete Reformschrift veröffentlicht und wurde zum Oberlehrer befördert, was es ihm erlaubt hat, eine Wohnung in Berlin-Friedenau zu mieten. Er lebt dort mit seinen Geschwistern Hans und Grete. Grete, eine junge Witwe, führt ihm die Wirtschaft. Durch Arnold lernt sie den Organisten Günther kennen und wird ihn später auch heiraten.
Bei Ludwig stellen sich indessen erste Anzeichen eines Herzleidens ein. Er und Hanna sind noch immer kinderlos. Hanna besucht ihre Freundin Helene, die sie lange nicht mehr gesehen hatte. Da das Leben, das Helene führt, Hanna als der Inbegriff des häuslichen Glücks erscheint (das ihr selbst offenbar nicht vergönnt ist), hatte sie den Kontakt gemieden. Tatsächlich bricht sie, als sich ihr in Helenes schlichtem Zuhause das Bild eines simplen, aber vollkommenen Mutterglücks darbietet, in Tränen aus.
Kapitel 37–42. Ludwig erkrankt schwer an Influenza. Seine Schwester Selma, eine recht oberflächliche Person, die sich zu diesem Zeitpunkt besuchsweise in der Villa aufhält, bringt sich und ihre Familie aus Sorge vor Ansteckung in ein Hotel in Sicherheit. Ganz anders reagiert Hanna. Sie pflegt den Kranken aufopferungsvoll und wendet sich ihm zum ersten Mal in ihrer Ehe ohne Widerwillen auch körperlich zu. Sie betet nicht nur aufrichtigen Herzens um seine Genesung, sondern sagt ihm auch, dass sie ihn lieb hat, und bittet ihn für ihr Versagen um Verzeihung. Ludwig erleidet einen Schlaganfall und stirbt, ist mit Hanna in diesem Augenblick aber für immer versöhnt.
Ludwig hatte nicht vorhergesehen, dass er von Hanna friedvoll scheiden würde. Im Gegenteil, der letzte Wille, den er hinterlässt und den er nach seiner Erkrankung nicht mehr hat ändern können, enthält eine erlesene Perfidie, mit der er Hanna hatte bestrafen wollen: Zwar soll sie seine Universalerbin sein, aber nur unter der Bedingung, dass sie nicht wieder heiratet. Ludwig hatte geglaubt, dass Hanna ihn nur wegen seines Geldes geheiratet hat, und wollte sie zwingen, sich nach seinem Tod zwischen Geld und Liebe zu entscheiden.
Kapitel 43–45. Natürlich ist Ludwigs Geld, zumal es ihrer Mutter nicht das Leben hat zurückgeben können, für Hanna gänzlich belanglos. Sie schenkt es der Stadt, die davon ein Kinderkrankenhaus einrichtet. Auch die Villa gibt sie auf und übersiedelt nach Niederlehme, wo die Eltern ihres ehemaligen Dienstmädchens ihr eine Wohnung überlassen. Den inzwischen alt gewordenen Pastor Erdmann will sie als Pensionär aufnehmen.
Organist Günther, der zu Hanna seit Ludwigs Tod wieder Kontakt hat, ermutigt Arnold, Hanna zu besuchen. Arnold tut dies und berichtet Hanna von seinem Plan, nach Schwarzburg zu gehen, wo er zum Direktor einer neuen Reformschule ernannt worden ist. Er bittet Hanna um ihre Hand. Sie lehnt ab, lässt aber erkennen, dass sie seine Liebe erwidert, und so verspricht Arnold ihr, in ein paar Monaten wiederzukommen.